# Arts visuals als Estats Units
Les arts visuals als Estats Units és la història de les arts visuals als Estats Units.
Al segle xix, els artistes principalment pintaven paisatges i retrats en un estil realista. Les innovacions en l'art modern a Europa arribaven a Amèrica a través d'exposicions a la ciutat de Nova York, com per exemple l'Armory Show de 1913. Després de la Segona Guerra Mundial, Nova York va reemplaçar París com a centre del món de l'art.